# IEEE 802.11n
IEEE 802.11n, comercializado como WiFi 4 por Wi-Fi Alliance, es una propuesta de modificación al estándar IEEE 802.11-2007 para mejorar significativamente el rendimiento de la red más allá de los estándares anteriores, tales como 802.11b y 802.11g, con un incremento significativo en la velocidad máxima de transmisión de 54 Mbps a un máximo de 600 Mbps. Actualmente la capa física soporta una velocidad de 300 Mbps, con el uso de dos flujos espaciales en un canal de 40 MHz. Dependiendo del entorno, esto puede traducirse en un rendimiento percibido por el usuario de 100 Mbps.
El estándar 802.11n fue ratificado por la organización IEEE el 11 de septiembre de 2009.

## Descripción
IEEE 802.11n está construido basándose en estándares previos de la familia 802.11, agregando Multiple-Input Multiple-Output (MIMO) y unión de interfaces de red (Channel Bonding), además de agregar tramas a la capa MAC.
MIMO es una tecnología que usa múltiples antenas transmisoras y receptoras para mejorar el desempeño del sistema, permitiendo manejar más información (cuidando la coherencia) que al utilizar una sola antena. Dos beneficios importantes que provee a 802.11n, son la diversidad de antenas y el multiplexado espacial.
La tecnología MIMO depende de señales multiruta. Las señales multiruta son señales reflejadas que llegan al receptor un tiempo después de que la señal de línea de visión (line of sight, LOS) ha sido recibida. En una red no basada en MIMO, como son las redes 802.11a/b/g, las señales multiruta son percibidas como interferencia que degradan la habilidad del receptor de recobrar el mensaje en la señal. MIMO utiliza la diversidad de las señales multirutas para incrementar la habilidad de un receptor de recobrar los mensajes de la señal.
Otra habilidad que provee MIMO es el Multiplexado de División Espacial (SDM). SDM multiplexa espacialmente múltiples flujos de datos independientes, transferidos simultáneamente con un canal espectral de ancho de banda. SDM puede incrementar significativamente el desempeño de la transmisión conforme el número de flujos espaciales es incrementado. Cada flujo espacial requiere una antena discreta tanto en el transmisor como el receptor. Además, la tecnología MIMO requiere una cadena de radio frecuencia separada y un convertidor de analógico a digital para cada antena MIMO lo cual incrementa el costo de implantación comparado con sistemas sin MIMO.
Channel Bonding, también conocido como 40 MHz o unión de interfaces de red, es la segunda tecnología incorporada al estándar 802.11n la cual puede utilizar dos canales separados, que no se solapen, para transmitir datos simultáneamente. La unión de interfaces de red incrementa la cantidad de datos que pueden ser transmitidos. Se utilizan dos bandas adyacentes de 20 MHz cada una, por eso el nombre de 40 MHz. Esto permite doblar la velocidad de la capa física disponible en un solo canal de 20 MHz. (Aunque el desempeño del lado del usuario no será doblado.)
Utilizar conjuntamente una arquitectura MIMO con canales de mayor ancho de banda, ofrece la oportunidad de crear sistemas muy poderosos y rentables para incrementar la velocidad de transmisión de la capa física.